# BWB krilo
BWB Krilo (ang. BWB - Blended Wing Body, tudi HWB - Hybrid Wing Body) je izvedba krila na letalu, kjer sta krilo in trup združena v eno skupno strukturo, podobno kot pri letečem krilu. Sploščeni trup proizvaja velik del vzgona.
BWB letalo ima 50% večje razmerje vzgon/upor kot konvencionalna letalo. Taka letala imajo manjšo porabo goriva in večji dolet. Prav tako bi bila tišja. 
Slabosti so, da ni centralnega trupa kot pri konvenciovanalnem potniškem za lažjo razporedtiev sedežev. Sedeži bi bili razporejeni v širše vrste, najbolj oddaljeni od centra bi imeli bolj turbolenten let.